# 东湖风景区街道 (武汉市洪山区)
东湖风景区街道，是中华人民共和国湖北省武汉市洪山区下辖的一个乡镇级行政单位，实质由东湖风景管理区托管，其职能由风景区管委会下属的城乡工作办事处承接。

## 行政区划
东湖风景区街道下辖以下地区：
磨山社区、联合社区、东风社区、磨山村、桥梁村、渔光村、龚家岭村、新武东村、先锋村、湖光村、建强村、古架村、滨湖村、东湖村和马鞍山苗圃生活区。